# Exochochromis anagenys
Exochochromis anagenys és una espècie peix de la família dels cíclids i de l'ordre dels perciformes.

## Morfologia
- Els adults poden assolir 20 cm de longitud total.[2][3]

## Alimentació
Menja peixos.

## Hàbitat
Viu en zones de clima tropical entre 23-27 °C de temperatura i entre 5-126 m de fondària.

## Distribució geogràfica
Es troba a Àfrica: és una espècie de peix endèmica del llac Malawi.